# Helena Boada Xairó
Helena Boada Xairó (Olesa de Montserrat, Baix Llobregat, 17 de març de 1987) és una exjugadora de bàsquet catalana.
Base, es formà en les categories inferiors del Club Bàsquet Olesa amb el qual debutà al primer equip la temporada 2005-06. Amb el club olesà, aconseguí l'ascens a la Lliga femenina la temporada 2007-08. Competí a la Primera Divisió durant tres temporades i guanyà dues Lligues catalanes (2008, 2009). L'any 2013 va obtenir la nacionalitat eslovena per a poder jugar a la selecció eslovena femenina de bàsquet, en no estar la selecció catalana reconeguda oficialment i no voler jugar a l'espanyola.